# Malche-Kirche

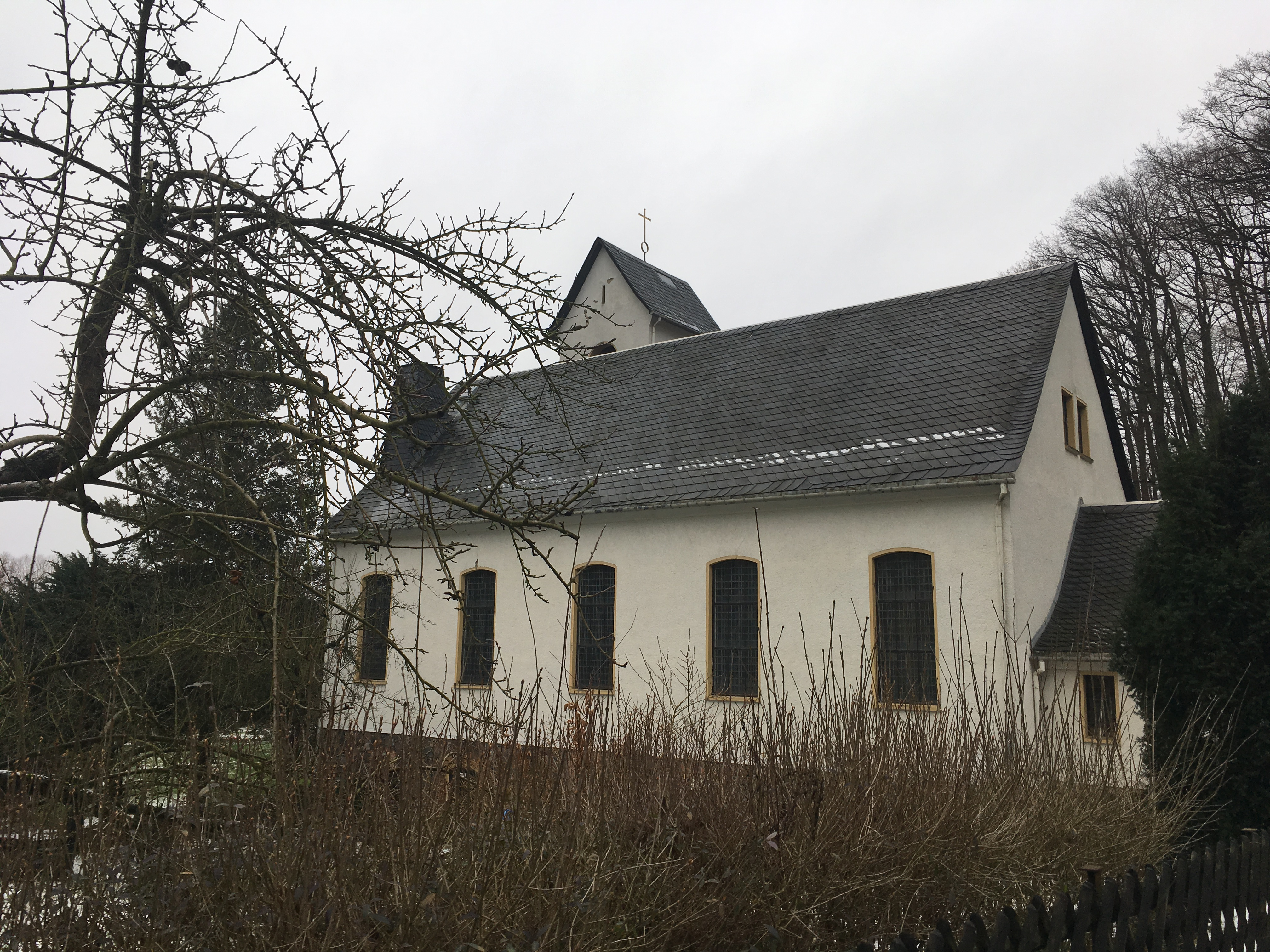
Malche-Kirche

Die evangelische Malche-Kirche ist eine Saalkirche aus dem Jahr 1957 in Bad Freienwalde (Oder) im Landkreis Märkisch-Oderland im Land Brandenburg. Die Kirchengemeinde gehört zum
Kirchenkreis Oderland-Spree der Evangelischen Kirche Berlin-Brandenburg-schlesische Oberlausitz. Sie gehört zur Kommunität der Schwestern- und Bruderschaft der Malche.

## Lage
Die Bundesstraße 167 führt von Nordwesten kommend in südöstlicher Richtung auf den Stadtkern zu. Südwestlich des Bismarckturms liegt unterhalb des Schlossbergs das Tal Malche, das durch eine gleichnamige, ringförmige Straße von der B 167 aus erschlossen wird. Die Kirche ist Teil des denkmalgeschützten Ensembles und befindet sich im südwestlichen Bereich des Grundstücks. Westlich ist die Bibliothek, südlich das Gärtnerhaus und nördlich das Große Gästehaus. Die Kirche steht auf einem Grundstück, das nach Norden hin mit einem Jägerzaun eingefriedet ist.

## Geschichte
Nachdem Ernst Lohmann im Jahr 1898 das Bibelhaus Malche ins Leben rief, gründete sich mit Wirkung zum 23. März 1900 die Frauenmission Malche e. V. Ihre Mitglieder nutzten eine 1910 errichtete Scheune für den Gottesdienst. Dort hinein stellten die Gemeindemitglieder 1939 eine Orgel auf. In den 1950er Jahren war das Bauwerk jedoch baufällig geworden und musste abgerissen werden. Der Bad Freienwalder Architekt Gerhard Bischof entwarf 1957 einen Neubau, der im selben Jahr umgesetzt wurde. Die Malche-Kirche war damit eine von zwei Kirchenneubauten im damaligen Kreis Bad Freienwalde. 1961 stellte die Kirchengemeinde im Bauwerk eine neue Orgel auf.

## Baubeschreibung

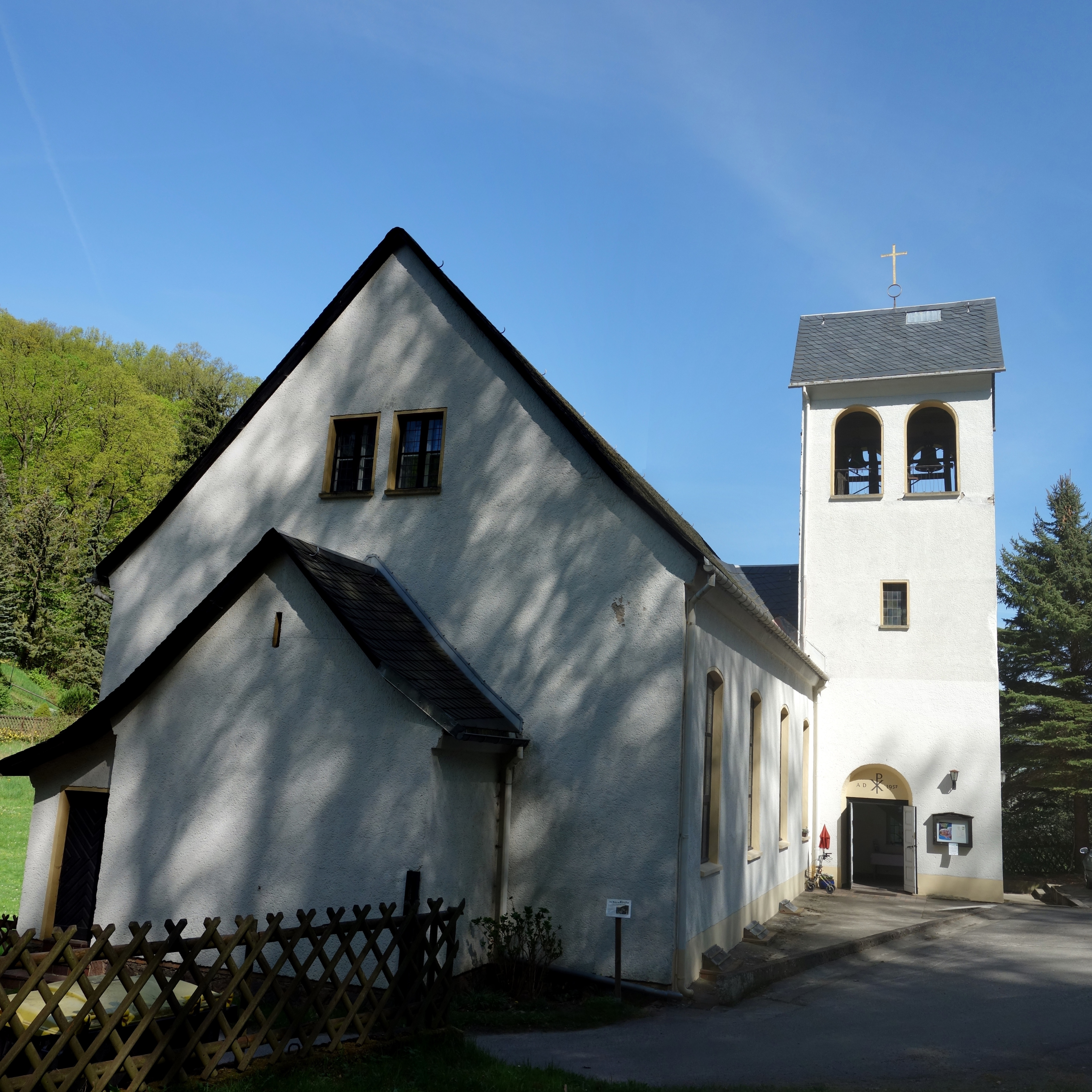
Südansicht mit Kirchturm

Das Bauwerk wurde im Wesentlichen aus Mauersteinen errichtet, die anschließend verputzt wurden. Das Bauwerk fußt auf einem Sockel aus Feldsteinen, die von den Grundmauern der abgerissenen Scheune stammen. Das Kirchenschiff ist vergleichsweise schlicht gehalten. An der Nordseite des Langhauses sind fünf gedrückt-segmentbogenförmige Fenster, die gleichmäßig über die Fassade verteilt wurden. An der Westseite ist ein kleiner eingezogener Anbau mit einem rechteckigen Grundriss. Er kann durch eine schlichte Pforte von Westen her betreten werden. An der Nordwand ist ein rechteckiges Fenster. Die Westwand des Schiffs ist ansonsten fensterlos. Im Giebel sind zwei kleine, hochrechteckige Fenster. Die Südseite des Langhauses ist ebenfalls mit fünf gedrückt-segmentbogigen Fenstern ausgestattet. Daran schließt sich nach Osten der südlich angesetzte Kirchturm an. Er ist querrechteckig verfügt an seiner Westseite über eine segmentförmige Blende, in die eine rechteckige Pforte eingelassen ist. Darüber ist ein kleines hochrechteckiges Fenster. An der Südseite sind zunächst ein rechteckiges Fenster, darüber je zwei kleinere, ebenfalls rechteckige Fenster. Im Glockengeschoss sind an der West- und Ostseite je zwei rundbogenförmige Klangarkaden; an der Nord- und Südseite je eine. Schiff und Turm tragen ein schlichtes Satteldach; der Turm ein Kreuz. Unterhalb der Kirche befand sich zu einer früheren Zeit ein Partykeller, in dem auch Äpfel eingelagert wurden. Er hieß im Volksmund daher Apfelkiste.

## Ausstattung
Die Kirchenausstattung ist einheitlich und stammt aus der Bauzeit der Kirche. An der Altarwand befindet sich ein schlichtes Holzkreuz. Der Altar, die Kanzel sowie das Lesepult schuf ein Schweriner Künstler. Die Orgel aus dem Jahr 1961 stammt vom Orgelbauer Hermann Eule aus Bautzen.
Im Turm hängen zwei bronzene Glocken, die vom Glockengießer Martin Heinsius aus Neustadt (Dosse) stammen und im Jahr 1686 gegossen wurden.